# Symphodus tinca
Symphodus tinca is een straalvinnige vissensoort uit de familie van de lipvissen (Labridae). De wetenschappelijke naam is gepubliceerd in 1758 door Linnaeus in de tiende editie van Systema naturae.